# Бертранж
Бертранж (фр. Bertrange) је насељено место у Француској у региону Лорена, у департману Мозел.
По подацима из 2011. године у општини је живело 2670 становника, а густина насељености је износила 391,5 становника/km².

## Демографија
| 1962. | 1968. | 1975. | 1982. | 1990. | 2011. |
| ----- | ----- | ----- | ----- | ----- | ----- |
| 907   | 1.522 | 1.580 | 1.900 | 1.900 | 2.670 |